# ليتشاتيليريت
الليتشاتيليريت هو شكل زجاجي من أشكال ثنائي أكسيد السيليكون (السيليكا) SiO2 اللابلوري.
يصنف الليتشاتيليريت على أنه شبه معدن، بالتالي لا توجد له بنية بلورية. على الرغم من أنه لا ينتمي للمعادن الحقيقية، إلا أنه عادة ما يصنف ضمن مجموعة معادن الكوارتز. ينشأ الليتشاتيليريت عند نزول الصواعق على رمل الأرض ويكون ضمن تركيب عيدان الصواعق.